# Westray
Westray is een van de Orkneyeilanden in Schotland. Er woonden ten tijde van de census van 2011 588 mensen.
De oppervlakte is ongeveer 47 km², waarmee het eiland qua oppervlakte het op vier na grootste van de eilandengroep is.
Tot de bezienswaardigheden behoort onder meer Pierowall Church in de hoofdplaats Pierowall, het zestiende-eeuws kasteel Noltland Castle ten westen van Pierowall of de archeologische opgravingen in het duingebied Links of Noltland. In het zuiden van het eiland, in Tuquoy, bevindt zich de Westside Church.
De luchtverbinding naar Papa Westray Airport op Papa Westray is wereldwijd gekend als de kortste lijnvlucht ter wereld. De vlucht duurt ongeveer twee minuten, met een snelst gevlogen tijd van 53 seconden.